# Джудас Прийст
„Джудас Прийст“ (на английски: Judas Priest) е английска хевиметъл група, основана в град Уест Бромич през 1969 година. С продадени над 50 милиона копия на своите албуми те често са сочени за една от най-великите метъл групи на всички времена. Въпреки своите иновативни и пионерски работи до втората половина на 70-те години, „Джудас Прийст“ се сблъскват с безразлично продуцентство и липса на особен търговски успех до 1980 година, когато възприемат по-опростен звук в албума си British Steel.
В своята история групата има значително текучество на своите членове, включително постоянно сменящи се барабанисти през 70-те години и напускане на водещия вокалист Роб Халфорд през 1992 година. Американският певец Тим Оуенс го замества през 1996 година и записва два албума с групата, преди завръщането Халфорд през 2003 година. Към 2019 година съставът на „Джудас Прийст“ включва Халфорд, китаристите Глен Типтън и Ричи Фокнър, басиста Иън Хил и барабаниста Скот Травис. Най-продаваният албум на групата е Screaming for Vengeance от 1982 година с техния търговски най-успешен състав – Типтън, Халфорд, Хил, китариста К. К. Даунинг и барабаниста Дейв Холънд. Типтън и Хил са единствените членове на групата, участвали във всеки неин албум.
Оперният вокален стил на Халфорд и двойния китарен саунд на Даунинг и Типтън оказват силно влияние върху развитието на хевиметъла. Имиджът на „Джудас Прийст“ – кожени дрехи с метални шипове и други екзотични елементи на облеклото – стават съществен елемент на глем метъл модата от 80-те години. „Гардиън“ сочи British Steel като албума, дефинирал хевиметъла. Въпреки замирането на активността си през 90-те години, след това групата възвръща известността си със световни турнета, става една от първите, включени във „Ви Ейч Уан Рок Хонърс“ през 2006 година, получава награда „Грами“ за най-добро метъл изпълнение през 2010 година.

## История

### Корени (1969 – 1974)
К.К Даунинг и Йън Хил се познават от деца, тъй като са живеели близо един до друг и са посещавали едно и също училище в Уест Бромич. В тийнейджърските им години приятелството се задълбочава, още повече че двамата имат сходни музикални интереси (Джими Хендрикс, Ху, Крийм, Ярдбърдс) и се учат да свирят на различни инструменти. През 1969 г. след разпадането местната група Джудас Прийст (името идва от песента на Боб Дилън The Ballad of Frankie Lee and Judas Priest) Даунинг и Хил сформират нов състав със същото име, в който барабанист е Джон Елис. Към тях се присъединява вокалистът Ал Аткинс.
С Даунинг на чело групата бързо прогресира от оригиналното си блус звучене към стил, който по-късно става известен като хевиметъл. До 1974 г. квартетът, с различни барабанисти, обикаля сцените из Бирмингам и околността като подгрява на групи като Budgie, Thin Lizzy и Trapeze. В крайна сметка финансовите проблеми с техния мениджър IMA (собственост на Тони Айоми) принуждават Аткинс и барабаниста Алан Мур да напуснат групата.
По това време приятелката на Иън Хил предлага брат си за вокал. Така към групата се присъединява Роб Халфорд, чийто глас впоследствие ще стане една от запазените марки не само на Джудас Прийст, но и на метъла като цяло. До този момент Халфорд е бил член на групата Hiroshima, от която взима със себе си барабаниста Джон Хинч. В този състав Джудас концертират из цяла Британия, често откриват за Budgie и няколко пъти свирят в Норвегия и Германия.

### Rocka Rolla и Sad Wings of Destiny (1974 – 1977)
Преди да влязат в студиото звукозаписната компания предлага на групата да намерят още един музикант. Вместо клавирист или тромпетист Даунинг взима в групата още един китарист Глен Типтън (свирил преди това в групата Flying Hat Band). Двамата китаристи работят заедно по адаптацията на съществуващия материал и така Типтън е вписан и като съавтор. През август 1974 г. групата записва сингъла Rocka Rolla, а месец след това и едноименния албум.
По време на записите възникват технически проблеми, които са причина за лошото качество на звука в албума. Освен това групата има проблеми с мениджъра си, който е основния продуцент. Тогава този пост е заеман от Роджър Бейн, чието име се е утвърдило около продуцирането на първите три албума на Блек Сабат. Бейн изключва от албума концертни хитове като Tyrant, Genocide и The Ripper и орязва „Caviar And Meths“ от 10-минутна песен на 2-минутен инструментал.
Групата участва активно в продуцирането на втория албум Sad Wings of Destiny, записан през януари и февруари 1976 г. Той съдържа освен споменатите вече хитове и епичната Victim Of Changes – комбинация между Whiskey Woman (песен от периода с Ал Аткинс) и Red Light Lady (песен на Халфорд от периода с Hiroshima). Този албум и силното участие на групата на фестивала в Рединг през 1975 г. помагат за популяризирането на Джудас.

### Ерата на Лес Бинкс (1977 – 1979)
За следващия си албум Sin After Sin (1977), продуциран от Роджър Глоувър, групата избира сешън барабаниста Саймън Филипс. На последващото турне барабанист е Лес Бинкс, който впечатлява останалите членове толкова, че го канят да остане с тях за постоянно. В този състав Джудас записват Stained Class (1978) и Killing Machine (1978; издаден в САЩ под името Hell Bent for Leather). Бинкс участва в написването на изключително техничната Beyond the Realms of Death. Бинкс свири и в концертния Unleashed in the East от турнето за Killing Machine. Този албум съдържа по-къси песни в сравнение с предишните, което спомага за по-големия търговски успех, като групата запазва звученето си.

### Мейнстрийм успех (1979 – 1991)
Unleashed in the East е първия от поредицата албуми на Джудас, който ще придобият платинен статут. При издаването му групата понася тежки критики за използването на оувърдубинг (техника използвана за добавяне на допълнителни звуци към вече записан материал) за запис обявен като концертен.
След напускането на Лес Бинкс, от части заради звученето към което се насочва групата, към Джудас се присъединява Дейв Холънд, свирил преди това с Trapeze. В този състав Джудас издават шест студийни и един концертен албум, които получават различни отзиви от критиката и феновете.
Издадения през 1980 г. British Steel съдържа кратки песни, подходящи за радиостанциите, в които е запазено предишното звучене. Песни като United, Breaking the Law и Living After Midnight често се пускат по радиостанциите. Последващия Point of Entry (1981) следва същата формула, но като цяло е отхвърлен от критиката.
Албумът от 1982 г. Screaming for Vengeance включва песента You've Got Another Thing Comin', която често е излъчвана по радиостанциите в САЩ. Освен нея концертни хитове стават и Electric Eye и Riding on the Wind. (Take These) Chains, написана от Боб Халиган мл., е издадена като сингъл и също добива голяма популярност. Албумът става два пъти платинен.
Defenders of the Faith е издаден през 1984 г. и въпреки по-прогресивното си звучене е обявен от някои критици за Screaming for Vengeance II, заради подобието с предишния албум. На 13 юли 1985 г., Джудас, заедно с Блек Сабат и други групи, свирят на Live Aid, на сцената във Филаделфия. Сетлистът им включва Living After Midnight, The Green Manalishi (With The Two-Pronged Crown) и (You've Got) Another Thing Comin'.
За Turbo (1986) групата възприема по-„цветна“ концертна визия и по-леко звучене като добавя и синтезатор. Този албум също става платинен и е последван от успешно турне. На следващата година е издаден концертния Priest...Live!, който съдържа изпълнения на живо от 80-те години.
През май 1988 г. е издаден Ram It Down, който включва преработки на няколко песни, които не са включени в Turbo както и нов материал. Една от рецензиите нарича албума „стилистична еволюция“, която е резултат от „опитите на групата да се отърве от синтезатора... и да се върне към традиционния хевиметъл от залязващите им златни дни“. Рецензентът отбелязва, че албумът показва „колко са се отдалечили от... траш звученето, на което толкова са повлияли“ преди години. След този албум Дейв Холънд напуска групата.
През септември 1990 г. излиза Painkiller, в който барабанист е Скот Травис (преди това в Racer X). С този албум групата оставя окончателно синтезаторите от 80-те, с изключение на A Touch of Evil. В последвалото турне подгряващи групи са Pantera, Megadeth и Sepultura (Пантера, Мегадет и Сепултура), а последният концерт е на Рок в Рио пред повече от 100 000 фена.
Част от сценичното шоу на концертите на Джудас включва Халфорд, който кара Харли-Дейвидсън на сцената, облечен с кожени дрехи и слънчеви очила. В Торонто през август 1991 г., Халфорд сериозно се наранява, когато катастрофира в барабаните, които не е видял заради облаците мъгла от сух лед. Той довършва песента, след което концертът е прекратен, а певецът закаран в болница. В интервю от 2007 г., Халфорд коментира, че този инцидент няма нищо общо с напускането му.

#### Дело за подсъзнателни послания
През 1990 година музикантите са подведени под съдебна отговорност поради опита за самоубийство през 1985 г. на двама техни фена (при единия успешно) – 20-годишния тогава Джеймс Ванс и 18-годишния Реймънд Белкнап в Спаркс (Невада). На 23 декември 1985 г. двамата пият бира с часове и пушат марихуана, слушайки албума Stained Class, след това отиват на детската площадка до местната църква с пушка, за да се самоубият. Обвинението гласяло, че „Джудас Прийст“ в песента си Better by You Better Than Me са „кодирали“ скрити послания, довели до инцидента с двете момчета. Групата е оправдана, но атмосферата остава тягостна.

### Напускането на Халфорд (1991 – 1992)
През следващата 1991 г., след турнето за Painkiller, Роб Халфорд напуска групата. Той формира заедно със Скот Травис траш метъл проект с името Fight. Поради договорни задължения официално остава в групата до май 1992 г.

### Рипър Оуенс (1996 – 2003)
Четири години около групата витаят слухове и мистерия. Според едни „Джудас Прийст“ окончателно се разпадат, според други се завръщат. През 1996 г. групата провежда прослушване за вокалист и в състава се включва Тим „Рипър“ Оуенс, който от малък е фен на „Джудас Прийст“, дори предишната му група се казва „Бритиш Стийл“ (British Steel) и е трибют на Джудас. С него записват два албума Jugulator (1997) и Demolition (2001), и два двойни концертни '98 Live Meltdown (1998) и Live in London (2003), които обаче нямат сериозен успех. Въпреки очевидните си качества новият вокалист не може да се впише в предишната концепция на групата. Стилът на „Джудас Прийст“ се променя – китарите стават по-ниски, звукът по-тежък, но феновете на групата не са особено доволни от метаморфозата.

### Завръщане на Халфорд (2003 – 2006)
През 2003 г. цялата метъл общественост е силно развълнувана от новината, че след 11 години Халфорд и „Джудас Прийст“ отново се събират. Следва европейско турне през 2004 г. (включващо и България), групата е и хедлайнър на Ozzfest, последва и нов албум – Angel Of Retribution (2005), който съответно има такива хитове като Hellrider, Wheels of Fire, Revolution и много други.

### Nostradamus (2006 – 2010)
През юни 2008 г. излиза албумът Nostradamus. От юни до август 2009 г., групата завършва северноамериканско турне за да отбележи 30-ата годишнина от излизането на албума British Steel, при което всички песни от албума са изпълнени във всеки от концертите.
На 14 юли 2009 г. излиза нов албум на живо, A Touch of Evil: Live, включващ 11 преди това неиздавани изпълнения на живо от световните турнета от 2005 и 2008 г. Изпълнението на „Dissident Aggressor“ включено в албума печели наградата Грами за най-добро метъл изпълнение за 2010. Това е първата Грами награда която Прийст печелят след пет номинации.

### Напускане на K. K. Даунинг и Epitaph World Tour (2010 – 2011)
През декември 2010 г. Джудас Прийст обявяват, че тяхното световно турне „Епитафия“ ще бъде последно световно турне. То ще продължи до 2012 г. През януари 2011 е обявено, че групата е в процес на писане на нов материал за албум.
На 20 април 2011 е обявено, че K. K. Даунинг напуска „Джудас Прийст“ и няма да завърши световното турне. Като причина Даунинг посочва различия с групата и мениджмънта ѝ и разваляне на взаимоотношенията помежду им.

### Redeemer of Souls (2011– )
През август 2011 г. Халфорд заявява, че вече имат 12 – 14 готови песни за нов албум. След обработката и всичко необходимо той се очаква да излезе през 2012 г. Все пак това не се случва. На 11 октомври 2011 г. излиза компилацията The Chosen Few, която съдържа песни избрани от ключови хевиметъл изпълнители.
Redeemer of Souls излиза през юли 2014 г. и бива последван от световно турне, продължило повече от година.

## Състав
| Сегашни членове - Йън Хил – бас, беквокали (1969 – ) - Роб Халфорд – вокали (1973 – 1992; 2003 – ) - Глен Типтън – китара, клавиши, синтезатор, беквокали (1974 – ) - Скот Травис – барабани (1989– ) - Ричи Фокнър – китара, беквокали (2011 – ) |  | Предишни членове - Ал Аткинс – вокали (1969 – 1973) - K. K. Даунинг – китара (1970 – 2011) - Джон Елис – барабани (1970 – 1971) - Крис Кемпбъл – барабани (1971 – 1973) - Джон Хинч – барабани (1973 – 1975) - Алън Муур – барабани (1971; 1975 – 1976) - Лес Бинкс – барабани (1977 – 1979) - Тим „Рипър“ Оуенс – вокали (1996 – 2003) |

## Дискография
Основна статия Дискография на „Джудас Прийст“

### Студийни албуми
- 1974: Rocka Rolla
- 1976: Sad Wings of Destiny
- 1977: Sin After Sin
- 1978: Stained Class
- 1979: Killing Machine (Hell Bent For Leather)
- 1980: British Steel
- 1981: Point of Entry
- 1982: Screaming for Vengeance
- 1984: Defenders of the Faith
- 1986: Turbo
- 1988: Ram It Down
- 1990: Painkiller
- 1997: Jugulator
- 2001: Demolition
- 2005: Angel of Retribution
- 2008: Nostradamus
- 2014: Redeemer of Souls
- 2018: Firepower
- 2024: Invincible Shield